# Charles Vos
Charles Hubert Marie Vos, más conocido como Charles Vos (Maastricht, 8 de septiembre de 1888-ibídem, 19 de febrero de 1954), fue un escultor de los Países Bajos. Fue llamado el escultor de la ciudad de Maastricht.

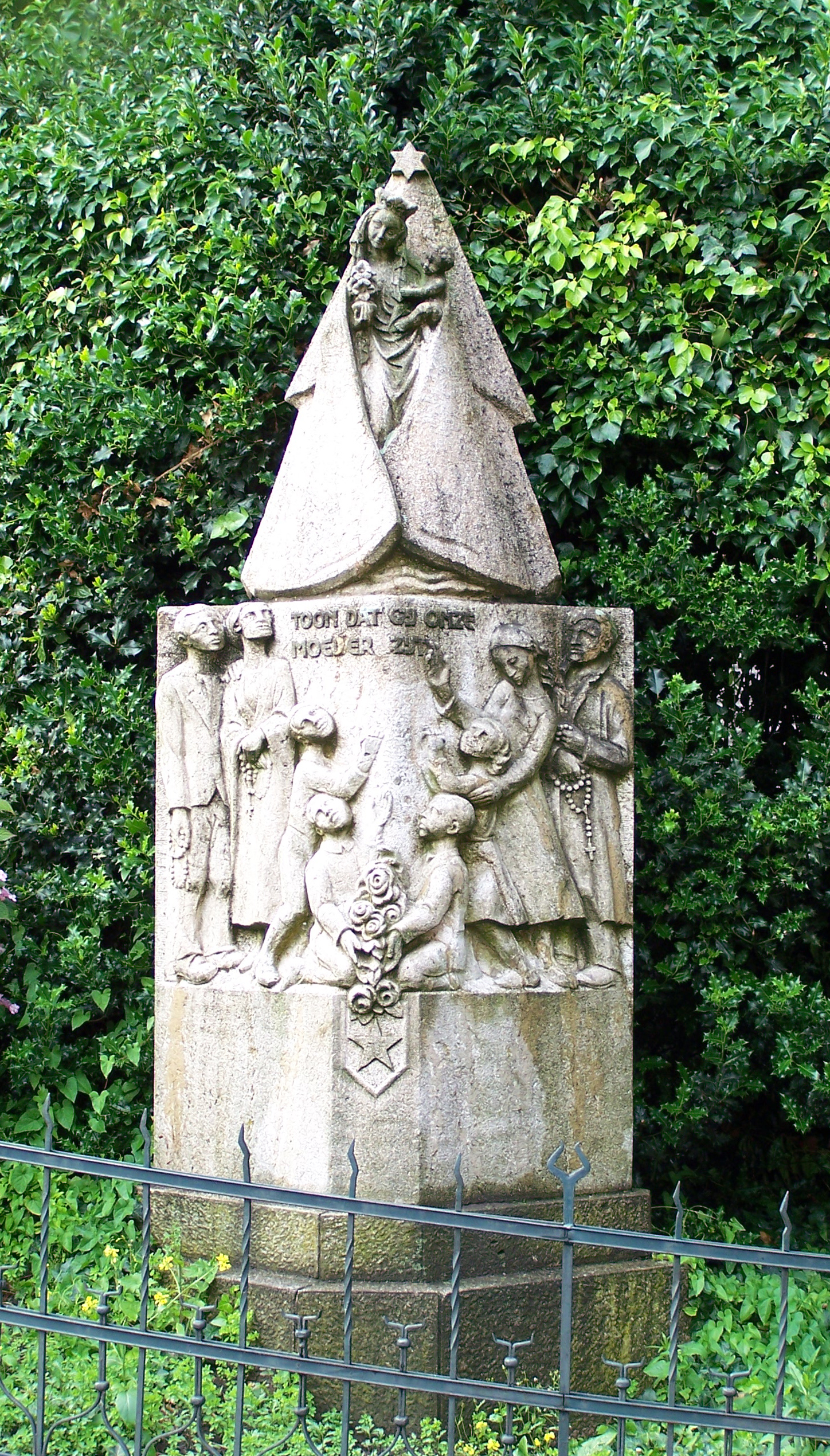
NN. SS. Estrella del Mar (1948) en Maastricht

## Datos biográficos
Nació en la ciudad de Maastricht el 8 de septiembre de 1888. Trabajó desde 1906 hasta 1909 en el estudio del arquitecto Eduard Cuypers en Roermond. Luego estudió en la Real Academia de Bellas Artes de Amberes y en la Academia Nacional de Artes Visuales en Ámsterdam, donde en 1917 ganó el Premio de Roma. En 1922 regresó a su ciudad natal, donde enseñó en la Escuela de Artes Aplicadas de secundaria (Middelbare Kunstnijverheidschool en holandés) , ahora Stadsacademie) y en la Academia Jan van Eyck . También realizó diseños en 1928 para la empresa de artículos sanitaios y cerámicas la Esfinge. Vos hizo muchas estatuas famosas que todavía se encuentran en Maastricht como el Mooswief en el mercado y la estatua de San Servatius en el Puente de San Servaas.
Vos era miembro de la Bende van De Suisse, un grupo de pintores, arquitectos, poetas, escritores y amantes de la cultura de la década de 1920 (como los miembros de la Kunstkring Limburg) que se reunían en el Café Suisse en la plaza Vrijthof en Maastricht . Falleció el 19 de febrero de 1954 en su ciudad natal. 

## Obras
En Maastricht:
- Monumento en memoria de los franceses caídos en los Países Bajos durante la PGM. Diseñado por Huib Luns y esculpido por Charles Vos en 1926. En la esquina de Sint Pieterstraat y Nieuwenhofstraat.(→Imagen)
- Mooswief en el mercado de la ciudad
- estatua de San Servatius en el Puente de San Servaas (→Imagen)
  - Existe una copia de esta escultura realizada por Sjef Eijmael en 1959 y ubicada en Tongersestraat/Kakeberg (→Imagen)
- Arbeid 1933. Relieve sobre edificio gubernamental (G.C. Bremer) en Bouillonstraat.(→Imagen)
- Familia 1933. Relieve sobre edificio gubernamental (G.C. Bremer) en Bouillonstraat.(→Imagen)
- NN. SS. Estrella del Mar (1948) en Maastricht (→Imagen)
- Descendimiento de Cristo o Piedad, iglesia Koepelkerk (→Imagen)

En Gulpen-Wittem
- Monumento de Maria, diseñado por Piet Gerrits con una escultura de Maria obra de Charles Vos realizada en 1935. Ubicada en Gulpenerberg .(→Imagen)